# Dipelicus lacordairei
Dipelicus lacordairei är en skalbaggsart som beskrevs av Sharp 1873. Dipelicus lacordairei ingår i släktet Dipelicus och familjen Dynastidae. Inga underarter finns listade i Catalogue of Life.